# ぷるるんっ!しずくちゃん
『ぷるるんっ!しずくちゃん』はテレビ東京ほかで2006年10月7日より2007年9月29日まで放送されたファミリー向けテレビアニメ作品。
2007年10月7日より2008年9月28日まで第2期『ぷるるんっ!しずくちゃん あはっ☆』（「☆」は発音しない）が放送された。

## 概要
株式会社クーリアのキャラクター『しずくちゃん』シリーズからの派生作品。児童向け絵本に展開した物をアニメ化した。アニメ以外の展開については「しずくちゃん」を参照。
第1期は製作局のテレビ東京では土曜9:30枠にて放送されていたが、ローカルセールス枠だったため、製作局以外は全ての放送局で時差ネットとなっていた。放送開始1周年を迎えようとする2007年夏頃から公式携帯サイトや公式ブログが開設されるなど、放送2年目（新シリーズ、第2期）を意識した動きが見られた。そして、同年夏の「キャラホビ2007 C3×HOBBY」にて、『ぷるるんっ! しずくちゃん あはっ☆』に改題して第2期を製作・放送される事が正式に発表された。
第2期『あはっ☆』は放送時間を変更し、『セサミストリート』の後番組として日曜朝9時枠にネットワークセールス枠で放送された。第1期と比べ、新しい準レギュラーキャラクター・ヴィーノ一家の登場、Aパート及びBパートの終了時へのアイキャッチの導入、ハイビジョン化に伴うデジタル放送での画面サイズの16:9への変更などの様々な変化があったが、作品の内容としては概ね従来通りだった。
字幕放送を実施しており、しずくちゃんの声は黄色、うるおいちゃんの声は水色、その他の登場人物の声は白色で表示される。
関連商品のCMのナレーションは主に斎藤桃子が担当していたが、2008年3月以降は小野田浩二や井ノ上奈々も担当するようになり、同年4月をもって斎藤がナレーションを務めるCMは終了した。
海外ではイタリアと韓国で放送された。
2012年10月よりスタッフを一新した第3期『ぴっちぴち♪しずくちゃん』が独立局ほかにて放送されている。

## ストーリー
世界の何処かにあるという「しずくの森」。雨粒の妖精であるしずくちゃんを取り巻く仲間達と共に、様々な物語が展開されて行く。
基本は低年齢層に合わせて単純明快でわかりやすい内容が多いが、所々に毒やシュールさ、そして過激なギャグが盛り込まれており、大人のアニメファンでも楽しめるようになっている。

## 登場キャラクター
一部のキャラクターを除き、設定は原作の絵本『しずくちゃん』シリーズより引きつがれており、原作に登場するキャラクターの詳細についてはしずくちゃん#登場キャラクターを参照のこと。
つむりん
声：矢部雅史
ピンクの殻が特徴のカタツムリの妖精。殻はたくさん持っている。この作品の唯一のツッコミ役的存在。
意外にも足が速く、スノーボードも得意である。しずくちゃんのいとこのこゆきちゃんに恋をしている。ロゼちゃんのことも好いている。しずくの森から遠く離れたあめふり村の出身で、現在はしずくの森へ「雨雲を呼ぶ修行」をしに来ているとのことだが、実際には何もしていない。それどころか雨雲を呼ぼうとすると逆に晴れさせてしまうことさえあり、これが逆にしずくの森を救ったことが一度だけある。妹がいる。
アニメオリジナルキャラクターだったが、絵本に出して欲しいと読者からリクエストが多かったため、16巻で登場し17巻からはレギュラーキャラクターとして登場するようになった。
雨太郎
声：大西健晴
しずくちゃんの父。
良くも悪くも何事にも動じないが、忘れっぽい性格だったりもする。何も仕事をしていないと思われがちだが、一応植物学者。
レイニー
声：小林優子
しずくちゃんの母。
おっとりした性格。ポンシュさんの大ファンで、講演会会員番号49番とのこと。体重をかなり気にしている。
アメリちゃん
声：大浦冬華
しずくちゃんの従姉妹。第1期最終回で招待しにきた。
おじいちゃん
声：伊藤栄次
しずくちゃんの祖父。自然の研究者。いささかハイテンション。
こゆきちゃん
声：雪野五月
雪の妖精。しずくちゃんの従姉妹。雪の降り具合を確認するのが仕事。
アニメオリジナルキャラクターだが、絵本に出して欲しいとリクエストが多かったため、つむりん同様16巻で登場した。
ツララさん
声：桃森すもも
氷柱の妖精。常に冷たい態度だが根はとても親切。ボンボンとは親戚関係。
アオ君／レッドちゃん
声：進藤尚美／青山桐子
鬼の里からやってきた子鬼。節分の日に豆まきをする為にしずくの森に遊びに来た。
カカオ君
声：鳥海浩輔
カカオの妖精。「サンバ ババンバ 恋してミーナ」のリズムでしずくの森の女性達を魅了する。
北海道だよ! しずくちゃんにもカカ夫君というキャラクターが登場しているが関連性は不明。
アルタイル／ベガ
声：西嶋陽一／進藤尚美
ステラ姫の侍従・侍女。それぞれ、モデルはアルタイルとベガ。
いちごちゃん／ソーダちゃん／くろあめちゃん
声：植田佳奈／上田純子／愛河里花子
飴の妖精。飴売りのみならず、歌にトリオ漫才に忙しい「かしましキャンディーズ」。関西弁で話す。
ラブさん
声：榎本温子
ラベンダーオイルの妖精。白馬に乗った王子様からの求婚を夢見ている。
原作では「北海道だよ!しずくちゃん」に登場した。
ミッチー
声：津村まこと
蜂蜜の妖精。名門蜜小路家の跡取り。
他人任せな態度は婆やの頭痛の種となっている。わがままでマイペースな妖精。本名は「みつのこうじ みつひこ（イメージ漢字表記：蜜之小路蜜彦）」
まちゃまろ
声：下和田裕貴
抹茶の妖精。
みどりこさんの友人で実は原作に登場した。基本的に貴族風の外見に違わずおっとりとした性格だが、抹茶に関しては厳しい。
アミーゴ・ハナゲデス
声：石井康嗣
サボテンの妖精。
行方不明になった息子・ハナゲチョット(声:くまいもとこ)と妻を探しに旅に出るが、はなたれ君を息子と勘違いした。鼻毛を自由自在に操る。
ロベルト＆ボニータ
一時的に全く涙が出なくなったなみだ君のために、うるおいちゃんがテレビをつけることで見せた劇中メロドラマの主人公たちで恋人同士。
ボニータが機関車でロベルトのもとから泣きながら旅立つ、というそのシーンを見ても、なみだ君の涙腺はすぐには回復しなかった。
水晶さん
声：石村知子
水晶の妖精。占い師だが、悪戯好きでよく仕事を飛び出して遊びに行ってしまう。
あじさいさん
声：水田わさび
アジサイの妖精。
あめふり村で、つむりんの隣人だった。世話焼きで、つむりんの幼い頃の話をしだすと止まらない。いわゆる大阪のおばちゃんキャラ。
カレススキー
声：内藤玲
ススキの妖精。つむりんの知人で、あじさいさんの亭主。手品師をしている。
のりりん
声：松本まりか
糊の妖精。どろろんの幼馴染。
幼い頃、その人懐っこい性格から厭われていたところを一緒に遊んでくれたことから、どろろんに恋をしている。体が糊なのでいろんな物がくっつく。泣くと涙のかわりに糊が出る。
原作12巻にも逆輸入する形で登場した。
まいまい
声：佐々木日菜子
つむりんの妹。たまに登場する。
あめふり村の村祭りの「雨降りの乙女」に選ばれた。タレント志望であり、しずくの森の天気予報のお天気お姉さんから有名監督の映画の主役にも選ばれた。
つゆこ先生
声：西川葉月
葉に結露した露の妖精。つむりんの幼稚園時代の先生。
ポヨヨン
声：矢島晶子
しずくちゃん達の前に現れた謎の生物。七色の泉の綺麗な光を出している7つの玉を護っている。泉の精とも噂される。
しずくちゃん達に出会い、1人で練習し言語獲得をしたが、「つむりん」を「つむごん」と呼び間違えたりしてしまうことも。名付け親はしずくちゃんが「ぽよんっ」って感じがするから名付けた。
ホタルちゃん
声：前田愛
光の妖精。嬉しい時顔が光る。蛍というよりは電球に近い姿をしている。
ヒカル君とは双子であり、七夕のときに再会した。
ヒカル君
声：代永翼
第2期に登場。ホタルちゃんの双子。
テントー君
声：小尾元政
かつてのレティのペットのテントウムシ。
レティに話し言葉を教わったため、話し方がレティによく似ている。世間を知るため、一人旅に出ている。
原作1巻にも登場している。
キャプテン・ドロッチ
声：中村大樹
海賊。どろろんの親戚…もといただの知人（どろろんはドロッチの父の弟の娘の友達の近所に住んでいた人の知り合い）。
部下は3人おり（声：遠近孝一、森愛子、松山智美）、その内1人は語尾に「ですますございます」とつける特徴的な話し方をする。
マミちゃん
声：浅井清己
真水の妖精。縁日の屋台の1つ・金魚すくい屋の愛娘。
ユーレイ君
声：永澤菜教
しずくの森の妖精たちを怖がらせようとする幽霊。だが、全然怖がってもらえないお粗末な存在。
彼ものりりん同様原作第12巻に登場した。
シュガー王子
声：笹島かほる
角砂糖の妖精。ドーナツ島の王子。
島に繁殖しているお菓子からなる植物やその木の実を保護している。
ガソリンダ
声：笹森亜希
ガソリンの妖精。イノシシに襲われたしずくちゃん達を助けて、なみだ君と決闘する。ロンロンやのりりんに似ている。ガソリン寺拳法第123代頭首の一人娘。
妖怪テルテルボーズ
声：巻島直樹
てるてる坊主の化け物。しずくちゃん達雨粒の妖精の天敵。
カラカラの谷に住んでおり、地上にある全ての水を蒸発させる野望を抱いているという。雨粒の妖精の出す虹が最大の弱点である。
トリーノ
声：花井なお
オウムの妖精。
ロゼちゃんの昔からの友人だが、彼女に好意を寄せており、つむりんとは彼女をめぐるライバルであるが、まいまいが居候してから彼女に好意を寄せている。「～ざんす」が口癖。
ぐるん
声：比嘉久美子
風か竜巻の妖精と思われる。
風を操り、しずくの森の建物を次々に空中に浮かせたりどこか別の場所へ飛ばしてしまったりした犯人だが、悪気はなく、すぐに謝って建物は全て元に戻した。そしてしずくちゃん達と仲良くなり、現在はしずくの森の遊園地・「しずくパーク」のコーヒーカップを担当している。
しゃべくりん
声：愛河里花子
早口言葉を得意とし、三度の飯より喋っていることが好きだという。
「早口言葉1000人勝負」の旅を続けており、1000人負かして村に帰ると「早口言葉キング」に認められ持て囃されるらしい。しかししずくの森に現れた際、999人まで達成したところでまちゃまろに負けてしまったため、1000人目の枠をまちゃまろのために残すこととして再び修行の旅に出かけた。
マグマン
声：鈴木晶子
火山から生まれた妖精。寒い所にいると弱って小さくなってしまう。
ボンボン
声：花井なお
世界的に有名な伝説の歌姫。
以前までは小さなバンドでエレキギターを担当していたためか得意でいつも背負っている。彼女の歌を聴くとやる気が出てくるほどでポンシュさんも大ファンとなってしまい、ついには彼とコンサートで共同作詞をした曲「ホップステップパラダイス」をデュエットをした。「～っしょ」が口癖。

## 用語
しずくの森
この物語の舞台。しずくちゃん一家はこの森の自然を守るために、つむりんは雨雲を呼ぶ修行をするためにやってきた。
あめふり村
つむりんの故郷。この村の村祭りには毎年「雨降りの乙女」を村祭り前日に行うオーディションで決める。
カフェ・どろっぷ
みどりこさん、レティ、ロンロンが経営しているカフェ。
なみだスポーツジム
なみだ君が経営しているスポーツジム。

## スタッフ
- 原案 - クーリア
- 監修 - ぎぼりつこ
- 監督 - 矢野篤
- シリーズ構成 - 小野田博之
- キャラクターデザイン・総作画監督 - 増田敏彦
- 美術監督 - 森尾麻紀
- 色彩設計 - 伊藤純子
- 撮影監督 - 川田敏寛
- 編集 - 大竹弥生
- 音楽 - 亀山耕一郎
- 音響監督 - 麦島哲也
- プロデューサー - 小田原明子、八田紳作→熊谷拓登、小山雅弘
- アニメーション制作 - トムス・エンタテインメント
- 製作 - テレビ東京、MEDIA NET、トムス・エンタテインメント

## 主題歌
オープニングテーマ
「ぷるるんっ! しずくちゃん」（第1期第1話 -同第51話・第2期第1話 - 同第51話 ）
歌 - Sister MAYO with D.D.S / 作詞 - 吉元由美 / 作曲 - 鈴木盛広 / 編曲 - 京田誠一
レーベル - コロムビアミュージックエンタテインメント
エンディングテーマ
「しずくの森からこんにちは」（第1期第1話 - 同第39話・第2期第1話 - 同第38話・同第47話 -第51話 ）
歌 - Sister MAYO with D.D.S / 作詞 - 吉元由美 / 作曲 - 吉田勝弥 / 編曲 - 亀山耕一郎
レーベル - コロムビアミュージックエンタテインメント
「しずくちゃん音頭」（第1期第40話 - 同第51話・第2期第39話 - 同第46話）
歌 - ポンシュさん（小野田浩二） / 作詞 - 吉元由美 / 作曲・編曲 - 亀山耕一郎
レーベル - コロムビアミュージックエンタテインメント
番組関連のCDのほか、2008年6月18日発売の『総振付! 決定盤　日本の盆踊り』（規格品番：COCJ-35011）にも収録されている。

## 各話リスト
放送日はテレビ東京のもの。

## 放送局
第1期
テレビユー福島は編成上の都合により途中で放送終了している。
第2期
第1期を放送していた系列外の局の多くは第1期の後番組『しゅごキャラ!』の放送を開始したため、山形テレビを除き打ち切りとなった。
その他
テレビ愛知とテレビ北海道では、第1期最終回放送日に第2期が開始された。　
　動画サイト「GYAO!ストア」で配信している。GYAO!でも4月から配信している（配信開始・終了日は不明）
| 放送地域       | 放送局         | 放送期間                                             | 放送日時                              | 放送系列       | 備考             |
| 第1期          | 第1期          | 第1期                                                | 第1期                                 | 第1期          | 第1期            |
| -------------- | -------------- | ---------------------------------------------------- | ------------------------------------- | -------------- | ---------------- |
| 関東広域圏     | テレビ東京     | 2006年10月7日 - 2007年9月29日                        | 土曜 9:30 - 10:00                     | テレビ東京系列 |                  |
| 岡山県・香川県 | テレビせとうち | 2006年10月8日 - 2007年9月30日                        | 日曜 7:00 - 7:30                      | テレビ東京系列 |                  |
| 福岡県         | TVQ九州放送    | 2006年10月8日 - 2007年9月30日                        | 日曜 7:00 - 7:30                      | テレビ東京系列 |                  |
| 大阪府         | テレビ大阪     | 2006年10月8日 - 2007年9月30日                        | 日曜 10:30 - 11:00                    | テレビ東京系列 |                  |
| 愛知県         | テレビ愛知     | 2006年10月15日 - 2007年10月7日                       | 日曜 6:30 - 7:00                      | テレビ東京系列 |                  |
| 北海道         | テレビ北海道   | 2006年10月15日 - 2007年10月7日                       | 日曜 7:00 - 7:30                      | テレビ東京系列 |                  |
| 日本全域       | AT-X           | 2006年10月16日 - 2007年10月8日                       | 月曜 10:00 - 10:30                    | CS放送         | リピート放送あり |
| 三重県         | 三重テレビ     | 2006年10月26日 - 2007年10月11日                      | 木曜 17:00 - 17:30                    | 独立局         |                  |
| 岐阜県         | 岐阜放送       | 2006年10月29日 - 2007年10月14日                      | 日曜 8:00 - 8:30                      | 独立局         |                  |
| 長崎県         | 長崎国際テレビ | 2006年11月24日 - 2007年11月9日                       | 金曜 15:55 - 16:25                    | 日本テレビ系列 |                  |
| 滋賀県         | びわ湖放送     | 2007年1月16日 - 2008年1月15日                        | 火曜 17:25 - 17:54                    | 独立局         |                  |
| 奈良県         | 奈良テレビ     | 2007年3月5日 - 2008年3月10日                         | 月曜 18:30 - 19:00                    | 独立局         |                  |
| 山形県         | 山形テレビ     | 2007年4月7日 - 2008年5月10日                         | 土曜 6:30 - 7:00                      | テレビ朝日系列 |                  |
| 第2期          |                |                                                      |                                       |                |                  |
| 関東広域圏     | テレビ東京     | 2007年10月7日 - 2008年9月28日                        | 日曜 9:00 - 9:30                      | テレビ東京系列 |                  |
| 大阪府         | テレビ大阪     | 2007年10月7日 - 2008年9月28日                        | 日曜 9:00 - 9:30                      | テレビ東京系列 |                  |
| 愛知県         | テレビ愛知     | 2007年10月7日 - 2008年9月28日                        | 日曜 9:00 - 9:30                      | テレビ東京系列 |                  |
| 北海道         | テレビ北海道   | 2007年10月7日 - 2008年9月28日                        | 日曜 9:00 - 9:30                      | テレビ東京系列 |                  |
| 岡山県・香川県 | テレビせとうち | 2007年10月7日 - 2008年9月28日                        | 日曜 9:00 - 9:30                      | テレビ東京系列 |                  |
| 福岡県・佐賀県 | TVQ九州放送    | 2007年10月7日 - 2008年9月28日                        | 日曜 9:00 - 9:30                      | テレビ東京系列 |                  |
| 日本全域       | AT-X           | 2007年10月21日 - 2008年10月12日                      | 日曜 11:30 - 12:00                    | CS放送         | リピート放送あり |
| 熊本県         | 熊本朝日放送   | 2007年10月27日 - 2008年10月25日                      | 土曜 6:45 - 7:15                      | テレビ朝日系列 | 第1期は未放送    |
| 滋賀県         | びわ湖放送     | 2008年1月22日 - 6月3日 2008年6月15日 - 2009年3月29日 | 火曜 17:15 - 17:45 日曜 12:30 - 13:00 | 独立UHF局      |                  |
| 山形県         | 山形テレビ     | 2008年5月17日 - 2009年3月28日 2009年4月5日 - 7月5日  | 土曜 6:30 - 7:00 日曜 6:00 - 6:30     | テレビ朝日系列 |                  |